# Шевали-Майданы
Шевали́-Майда́ны — село в Сасовском районе Рязанской области России. Входит в состав Трудолюбовского сельского поселения.

## География
Расположено в 27 км к северо-востоку от райцентра Сасово, на левом берегу реки Мокши.
Ближайшие населённые пункты:

— село Нижне-Никольск в 4,5 км к востоку по грунтовой лесной дороге;

— село Верхне-Никольское в 9 км к югу по грунтовой лесной дороге;

— село Поляки-Майданы в 6 км к юго-западу по щебёнчатой дороге;

— село Ласицы в 5 км к западу по грунтовой труднопроезжей дороге.
В селе действует фельдшерско-акушерский пункт, библиотека.

## История
Начало истории поселения описано:https://proza.ru/2023/11/01/599  
Село государственное. Национальностей много: русские, украинцы, татары, цыгане, белорусы, мордва. Имело 2 церкви: деревянная (холодная), каменная (зимняя). По данным Сасовского архива (амбарные книги) 1947—49 гг. в селе насчитывалось 669 домов. Во время участия в Великой Отечественной войне на родину не вернулось 260 жителей села.

## Население
| 1764 | 1858  | 1882  | 1900  | 1984 | 1986 |
| ---- | ----- | ----- | ----- | ---- | ---- |
| 523  | ↗1586 | ↗1906 | ↗2300 | ↘390 | ↘280 |
| 1989 | 1996  | 2007  | 2010  |      |      |
| ↘276 | ↘195  | ↘101  | ↗103  |      |      |

В 1764 году в Шевалях-Майданах было 108 дворов, 267 мужчин и 256 женщин экономических крестьян. В 1858 г. в селе имелось 196 дворов, 1586 душ обоего пола государственных крестьян. В 1882 — 323 дворов, 964 мужчины и 942 женщины. В начале XX века в деревне 2300 жителей, 2 церкви, лавки и базары. В 1986 г. было 280 жителей, отделение совхоза «Майдановский», клуб, школа, столовая, магазин, библиотека, склад ГСМ, картофелехранилище, пилорама, артезианская скважина, несколько колодцев. В 2007 году в селе 56 дворов, 101 житель.

## Инфраструктура
В советское время было начато строительство моста через Мокшу, но при перестройке строительство приостановили. Ныне видно лишь остатки опор.